# Margo Bhakti
Margo Bhakti is een bestuurslaag in het regentschap Ogan Komering Ilir van de provincie Zuid-Sumatra, Indonesië. Margo Bhakti telt 3610 inwoners (volkstelling 2010).